# Tommy february6 (アルバム)
「Tommy february6」（トミー・フェブラリー）は、the brilliant greenのボーカル、川瀬智子のソロプロジェクト「Tommy february6」のファーストアルバムである。
- タイトルは自身のソロプロジェクト名「Tommy february6」をタイトルにそのまま使用。
- 初回限定盤と通常盤と分かれ、初回限定盤は金色の特殊デジパック仕様＋PVとPV撮影メイキングを収録したDVD付きの2枚組。

## 概要
- 今作は、the brilliant greenのボーカル、川瀬智子のソロプロジェクト「Tommy february6」のファーストアルバムで、2001年と2002年にリリースしたシングル3曲とC/W2曲、カヴァー曲1曲と書き下ろし曲6曲の計12曲で構成。
- 発売日である2002年2月6日は、川瀬智子自身の27歳の誕生日であった。
- 収録曲「CAN'T TAKE MY EYES OFF OF YOU（邦題：君の瞳に恋してる）」はフランキー・ヴァリのカヴァー曲で、この曲は自動車メーカーダイハツの発売した軽自動車「MAX」のコマーシャルソングに起用された。
- 本作の初回限定盤は少なめに生産され、早々とCDショップから初回限定盤は完売し一時期はYahoo!オークション等で高値で売買されていた。
- 今作の初回限定盤に付いてくるDVDにはシングル「♥KISS♥ ONE MORE TIME」「Bloomin'!」のPVを中心にその他特典映像が収録。

## 収録曲
1. T.O.M.M.Y
デビューシングル「EVERYDAY AT THE BUS STOP」のイントロにチアーガールの掛け声を収録したインスト曲、次曲「EVERYDAY AT THE BUS STOP」へ続く。
2. EVERYDAY AT THE BUS STOP
1stシングル
シングル3部作は学校の部活やスポーツをテーマした楽曲でこの「EVERYDAY AT THE BUS STOP」ではチアガール部が題材、PVではバックに外国人ダンサーがチアガールに扮してダンスをする。
なおこの曲のPVはシングル版「EVERYDAY AT THE BUS STOP」に付いてくるDVDに収録（こちらは初回盤・通常版の差は外装が折り畳み式かプラスチックケースかの差で、内容は同一）。
3. トミーフェブラッテ、マカロン。
アニメ「ピロッポ」の主題歌、タイトルの「ラッテ」「マカロン」とはSONYが発売したロボットペット「AIBO」の名前（白い方が「ラッテ」、茶色が「マカロン」）。なお川瀬智子本人もこのアニメに声優として出演している。
4. Bloomin'!
3rdシングル
フレンチユーロを基調に部活シリーズ第三弾でテニスをテーマした楽曲、この曲のPVは童話『不思議の国のアリス』をモチーフにした凝った作りで屋内と屋外ロケが敢行。
5. HEY BAD BOY
6. ♥KISS♥ ONE MORE TIME
2ndシングル
部活シリーズ第二弾でサッカーをテーマにした楽曲。歌詞は失恋をテーマにPVはサッカーをテーマに演出、PVはスタジオ撮影と渋谷にあるビルの屋上にあるフットサルコートでロケ撮影、前半は電子楽器を手にしたバンドメンバーと歌い、後半はコート上でTommy february6が審判の衣装を着て歌唱。
なおシングル盤には特殊な仕掛けがあり、AIBOの前で曲をかけるとCDから特殊な電波が発しAIBOがそれを受信し曲に合わせて踊る仕掛けが施されている。
7. WHERE ARE YOU? "MY HERO"
歌詞は英語で作詞（訳詞も記載）。ロマンチックな恋がテーマ。
8. WALK AWAY FROM YOU MY BABE
1stシングルのカップリング。この曲はヒップホップ調の曲で途中、Tommy february6の歌唱がラップ風に加工されている。
9. 恋は眠らない
ロマンチックな恋がテーマ。歌詞は珍しくほぼ日本語。
10. Can't take my eyes off of you（原題:「君の瞳に恋してる」）
フランキー・ヴァリのカヴァー曲を、フレンチユーロ調にアレンジ。
ダイハツ・MAX CMソング
11. I'LL BE YOUR ANGEL
12. ★CANDY POP IN LOVE★
2ndシングルのカップリング。
この曲は集英社が出版している雑誌「non-no」のイメージソングに起用。

- トータルプロデュース・作詞(M10除く):Tommy february6
- 作曲(M10除く)・編曲・録音:MALIBU CONVERTIBLE (マリヴ・コンヴァーチブル)

## DVD
- アルバム初回盤にはシングル「♥KISS♥ ONE MORE TIME」「Bloomin'!」のPVの他に特典映像が収録されている。

PV
1. ♥KISS♥ ONE MORE TIME
2. Bloomin'!

カラオケPV
- Tommy february6のボーカルトラックが外されバックトラックのみ演奏されているPV、歌詞も表示されている。

振り付けPV
- Tommy february6とバックのチアガールの踊りだけ収録したPV。

メイキング映像
- PV撮影のメイキング風景収録